# Suore della Presentazione della Beata Vergine Maria (Wagga Wagga)
Le Suore della Presentazione della Beata Vergine Maria (in inglese Sisters of the Presentation of the Blessed Virgin Mary; sigla P.B.V.M.) sono un istituto religioso femminile di diritto pontificio.

## Storia
Le origini della congregazione si ricollegano a quelle delle suore della Presentazione fondate nel 1775 in Irlanda da Nano Nagle.
Il convento di Wagga Wagga, in Australia, fu aperto nel 1874 da una comunità di religiose provenienti dal monastero irlandese di Kildare: il convento di Wagga Wagga divenne punto di partenza per numerose altre fondazioni di case della Presentazione in Australia Occidentale e nel Queensland.
Nel 1947 la congregazione di Wagga Wagga adottò le costituzioni approvate dalla Santa Sede per le Suore della Presentazione presenti in Australia e nel 1958 si unì alla Federazione australiana delle suore della Presentazione.

## Attività e diffusione
Le suore si dedicano all'educazione della gioventù e alle opere di carità.
La sede generalizia è a Berala, nel Nuovo Galles del Sud.
Alla fine del 2015 l'istituto contava 65 religiose e 9 case.